# Trachelas spirifer
Espèce
Trachelas spirifer est une espèce d'araignées aranéomorphes de la famille des Trachelidae.

## Distribution
Cette espèce se rencontre au Guatemala et au Honduras.

## Description
Les mâles mesurent de 5,51 à 7,06 mm et les femelles de 6,19 à 8,64 mm.

## Publication originale
- F. O. Pickard-Cambridge, 1899 : Arachnida - Araneida and Opiliones. Biologia Centrali-Americana, Zoology. London, vol. 2, p. 41-88 (texte intégral).